# Veun Sai
Huyện Veun Sai (tiếng Khmer: វើនសៃ) là một huyện ở tỉnh Ratanakiri, đông bắc Campuchia. Thị xã Veun Sai nằm ở huyện này. Veun Sai nằm cách Banlung 38 km về phía bắc theo đường bộ và nằm bên sông Tonlé San. Bên kia sông là một làng nhỏ người Hoa và người Lào.

## Các đơn vị hành chính
Huyện này được chia thành 9 xã (khum), các xã này lại được chia thành 34 làng (phum).
| Khum (xã) | Phum (làng)                                                           |
| --------- | --------------------------------------------------------------------- |
| Ban Pong  | Ban Pong, Ban Hvang                                                   |
| Hat Pak   | Hat Pak, Veun Hay, Lam Poar                                           |
| Ka Choun  | Ka Choun Leu, Ka Choun Kraom, Vang, Vay, Tiem Leu, Kok Lak            |
| Kaoh Pang | Pa Tang, Lam av, Pa Hay                                               |
| Kaoh Peak | Kaoh Peak, Phak Nam, Khun                                             |
| Kok Lak   | La Lai, Rak, La Meuy, Trak                                            |
| Pa Kalan  | Pa Kalan, Kampong Cham                                                |
| Phnum Kok | Phnum Kok Lav, Phnum Kok Prov, Kalai Ta Vang, Kalai Sapun, Tiem Kraom |
| Veun Sai  | Veun Sai, Pak Kae, I Tub, Thmei, Ka Lan, Kang Nak                     |